# فردریک دابسون میدلتون
فردریک دابسون میدلتون (انگلیسی: Frederick Dobson Middleton; ۴ نوامبر ۱۸۲۵ – ۲۵ ژانویهٔ ۱۸۹۸) فرد نظامی اهل پادشاهی متحد بریتانیای کبیر و ایرلند بود. وی همچنین برندهٔ جوایزی همچون نشان حمام شده‌است.